# Revolutionskommitté (Haiti 1915)
Detta är en lista över ledamöterna i den revolutionskommitté som styrde på Haiti 28 juli-11 augusti 1915.
| Namn              | Ämbetsperiod              |
| ----------------- | ------------------------- |
| Charles de Delva  | 28 juli – 11 augusti 1915 |
| Edmond Polynice   | 28 juli – 11 augusti 1915 |
| Diogène Délinois  | 28 juli – 11 augusti 1915 |
| Charles Zamor     | 28 juli – 11 augusti 1915 |
| Gaston Dalencourt | 28 juli – 11 augusti 1915 |
| Ermane Robin      | 28 juli – 11 augusti 1915 |